# Escola Chilota de Arquitetura Religiosa em Madeira
A Escola Chilota de Arquitetura Religiosa em Madeira é uma tipologia artístico-arquitetônica que combina de maneira original tanto a tradição centroeuropea da torre-fachada como a latina da planta basilical, e que se desenvolve no archipélago de Chiloé a partir do século XVII, alcançando sua forma madura em meados do século XIX com a consolidação de seu elemento característico: a torre fachada com variações relativas à dimensão, composição e ornamentación, tendo dentro de seus principais expoentes às 16 igrejas declaradas Património da Humanidade pela UNESCO.
Esta escola representa um estilo artístico-arquitectónico de tipo eclético que começa a se configurar com a instauración do sistema de missões circulares por parte dos Jesuitas no século XVII, e que dão pé à formação de pequenos pontos de apoio (costeiros principalmente) onde construir-se-iam capillas, a base sobre a que assentar-se-ia a tradição arquitectónica desenvolvida posteriormentem. Tal contexto outorgou-lhes a ditas construções uma especifidad artístico-religiosa complementada com diversos ornamentos, muitos dos quais configurariam posteriormente a chamada Escola Chilota de Imaginería.